# サン＝カンタン
サン・カンタン（Saint-Quentin）は、フランス北部、オー＝ド＝フランス地域圏エーヌ県にあるコミューンである。県庁所在地のランよりも人口が多く、県内最大の都市である。市名は、3世紀に殉教した聖カンタン（クィンティヌス）に由来する。

## 歴史

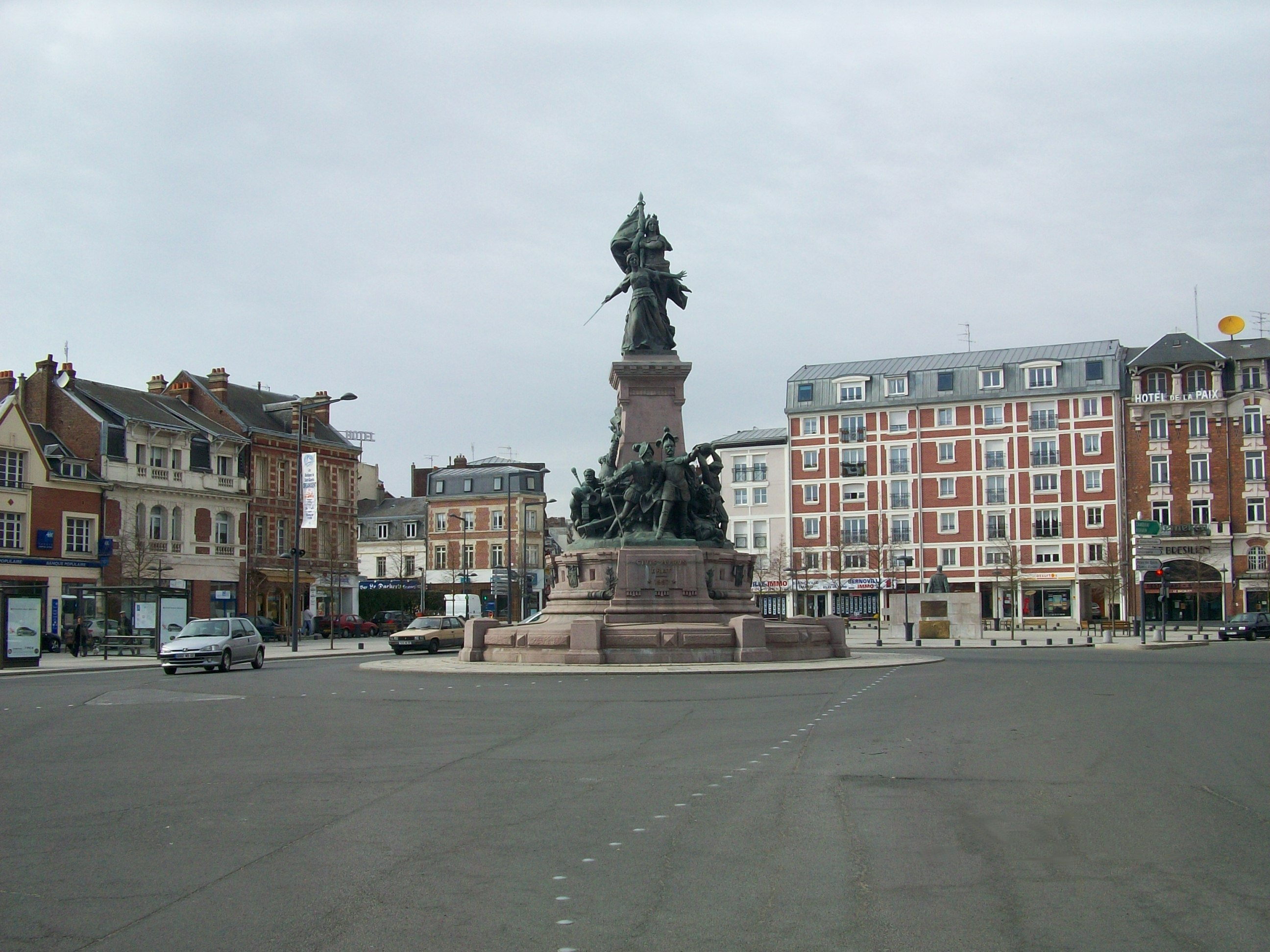
サン＝カンタンの戦い、記念像

サン＝カンタンは12世紀にフランス王国の直轄領となり、王国の北端という非常に戦略的な位置を占めるようになった。百年戦争で多大な被害を被り、15世紀後半に一時的にブルゴーニュ公国の支配下にも置かれた。
1557年に、ヨーロッパ大陸の覇権を争っていたフランスとスペインはサン＝カンタンで衝突した。オランダから攻め込んだスペインは最初の段階で大きな打撃を与えたが、サン＝カンタンを陥落させるにはおよそ一ヶ月間かかった。
苦戦の末にスペイン国王のフェリペ2世は150キロほど離れたパリの攻撃を断念し、1559年のカトー・カンブレジ条約で戦争が終結した。スペイン国王はサン＝カンタンでの勝利を記念し、死者への償いのために、1563年にマドリッド近郊のサン・ロレンソ・デ・エル・エスコリアルにエル・エスコリアル修道院の建設を命じた。
17世紀後半、フランス国王のルイ14世の北方への積極的な領土拡大作戦により、サン＝カンタンは国境付近の拠点としての機能を失ったため、城壁が19世紀初頭に解体された。
しかし1870年〜1871年の普仏戦争でサン＝カンタンは二回も戦場となり、のちの第一次世界大戦においては西部戦線に位置し、消耗戦略の被害を真正面に受けた。バジリカは部分的に破壊され、旧市街のほぼ全体が廃墟となった。

## 文化遺産
- バジリカ

サン・カンタンの由来となった聖カンタンの遺骨は中心部のバジリカに安置されている。13世紀に、聖遺物への巡礼者が多くなっていたため、バジリカの建設が始まった。しかし、財政などの問題で建設が二世紀あまり遅れた結果、バジリカには様々な時代のゴシックのスタイルが取り入れられ、ルネサンス初頭の要素も見られる。
- アール・デコ建築

第一次世界大戦後の復興の際に、当時の流行であったアール・デコ建築が多用された。現在、サン・カンタンのアール・デコ様式の建築物が3000箇所以上存在する。

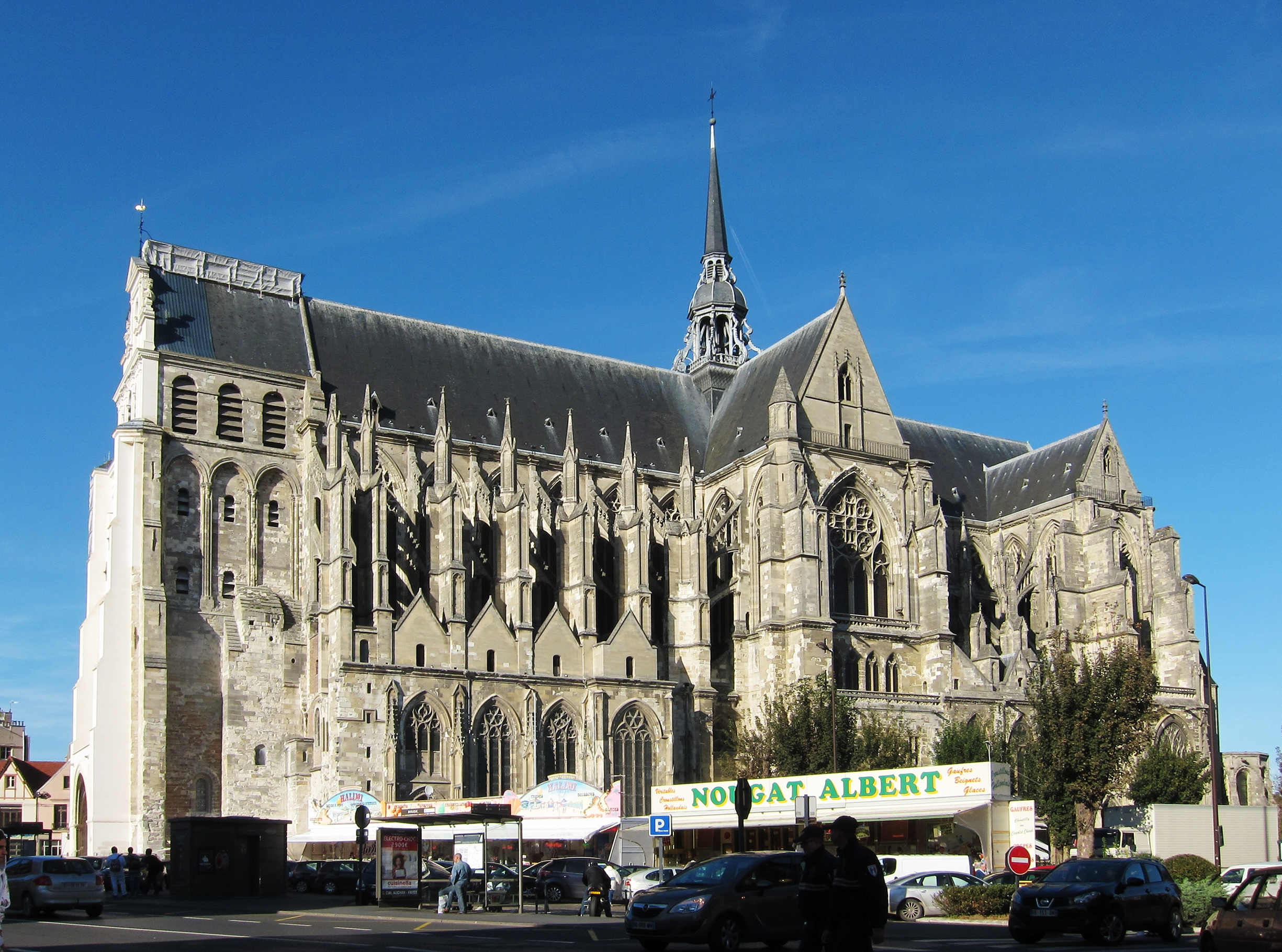
サン・カンタンのバジリカ
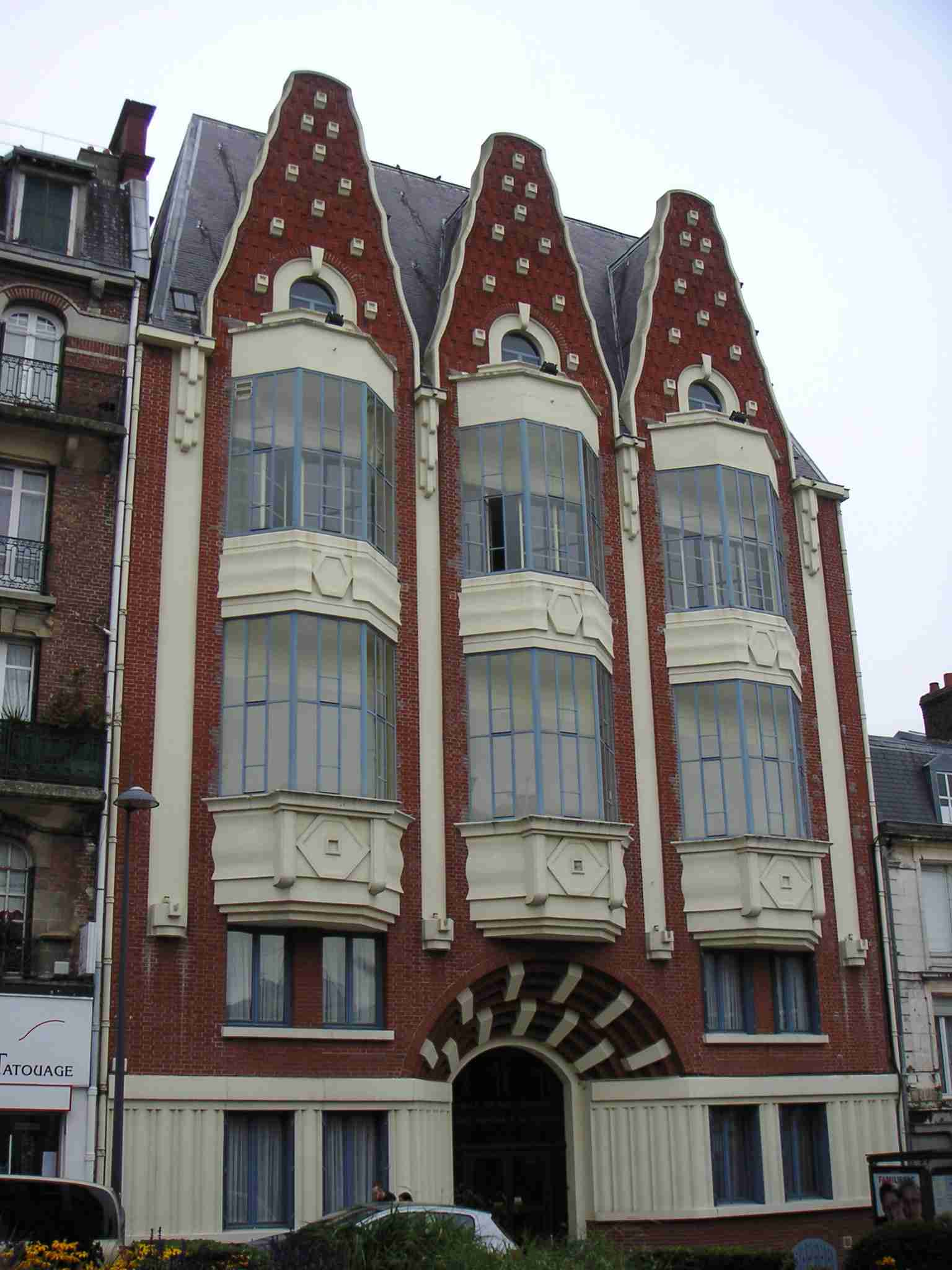
サン・カンタンのアール・デコ建築

## 博物館・美術館
- 蝶（ちょう）の博物館; 60万点あまりの昆虫の標本を収蔵し、常時2万点を展示している。
- アントワーヌ・ルキュイエ美術館; サン＝カンタン出身の画家モーリス・カンタン・ド・ラ・トゥールの肖像画が数多く展示されている。

## 姉妹都市
- カイザースラウテルン、ドイツ
- ラザーハム、イギリス
- サン・ロレンソ・デ・エル・エスコリアル、スペイン

## 出身者
- フランソワ・ノエル・バブーフ - 革命家、思想家
- ルディ・ゴベア - バスケットボール選手